# 坂城站
坂城站（日语：／ Sakaki eki */?）是位於長野縣埴科郡坂城町，屬於信濃鐵道和日本貨物鐵道的車站。本站在日間為快速電車停車站。早上和黃昏的快速「信濃日出號·信濃日落號」會通過此站。而在北陸新幹線啟用前，部分特急「淺間」會停靠此站。

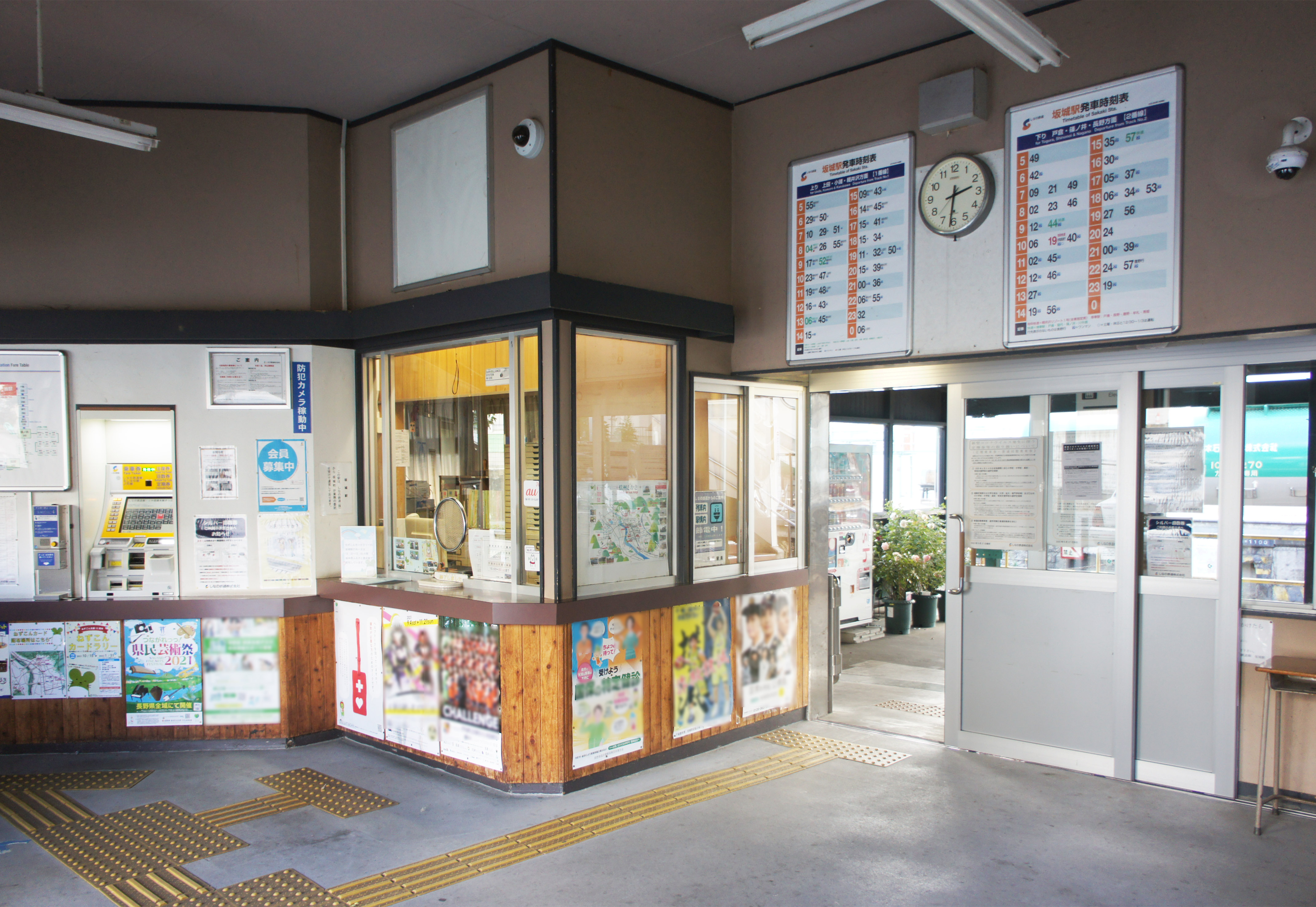
驗票口（2021年10月）

## 歷史
- 1888年（明治21年）8月15日 - 官設鐵道信越線長野站至上田站之間開通，此站啟用[1]。
- 1978年（昭和53年）9月22日 - 除了在專用線上出發或到達的車載貨物外，終止其他貨物起卸業務。
- 1984年（昭和59年）2月1日 - 終止行李起卸業務。
- 1987年（昭和62年）4月1日 - 伴隨國鐵分割民營化，車站由東日本旅客鐵道（JR東日本）和日本貨物鐵道（JR貨物）營運[2]。
- 1997年（平成9年）10月1日 - 隨著北陸新幹線啟用，JR東日本車站由信濃鐵道接管。
- 2002年（平成14年）3月23日 - 新設運送石油的高速貨物列車。
- 2013年（平成25年）3月29日 - 169系（日语：国鉄165系電車#169系）S51編成（クモハ169-1＋モハ168-1＋クハ169-27）於此站側線展出。

## 車站構造

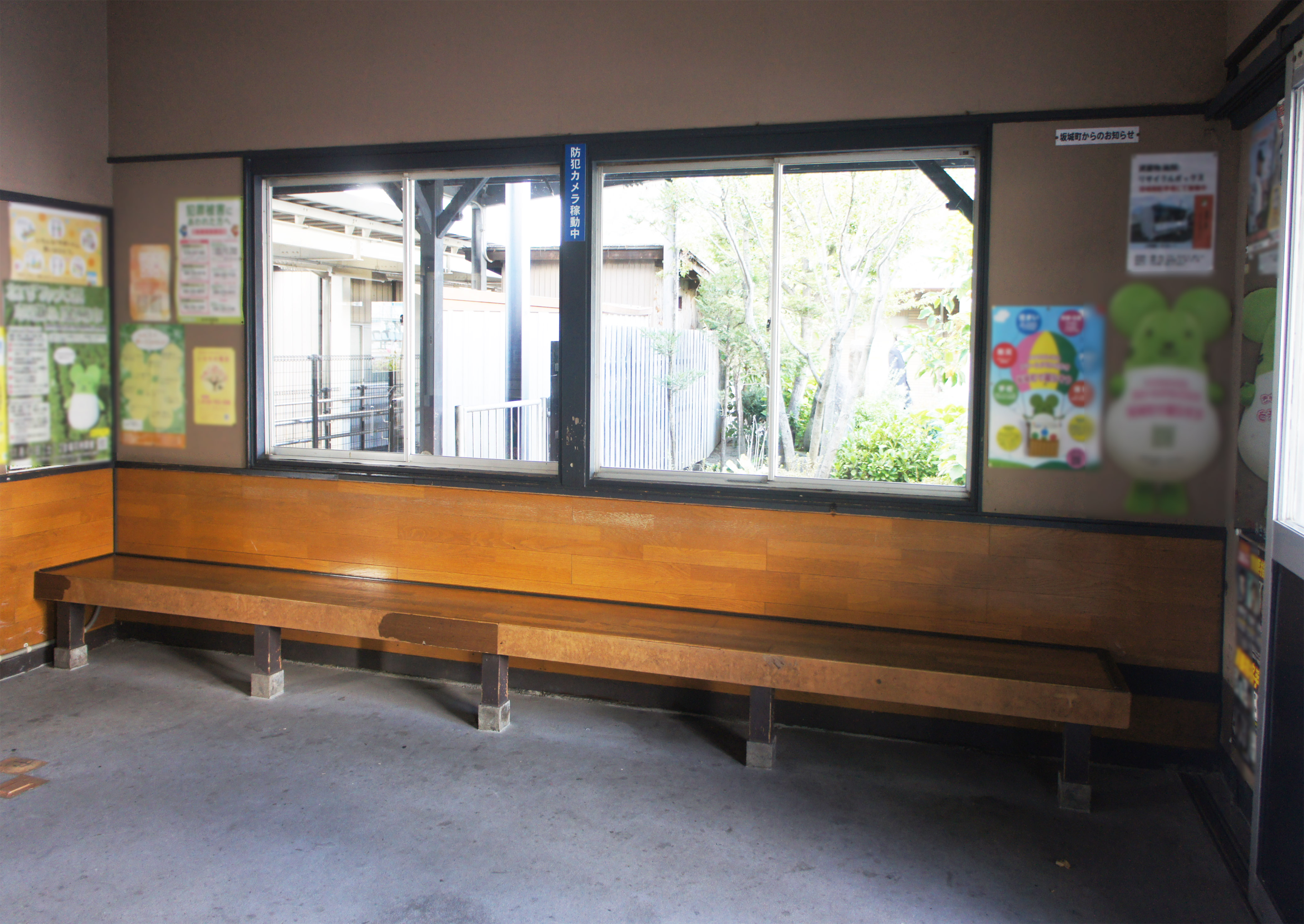
候車室內（2021年10月）

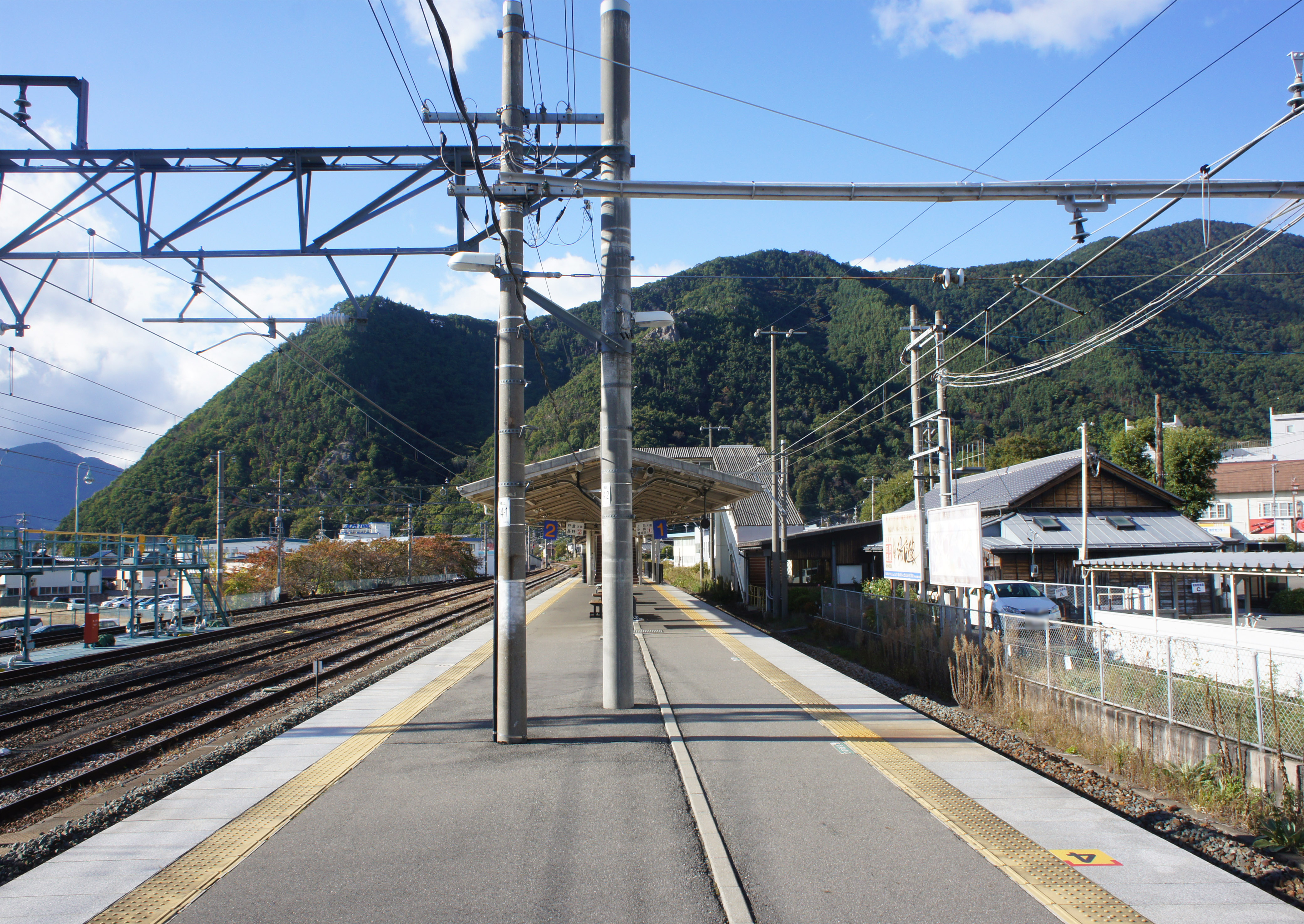
月台（2021年10月）

本站是地面車站，設有1面2線島式月台。站房位於車站北邊，並透過跨線橋（設有升降機）與月台連接。此站是簡易委託車站，並委托坂城町負責車站業務。站內設有發車鐘。

### 月台
| 月台 | 路線        | 上下行 | 方向             |
| ---- | ----------- | ------ | ---------------- |
| 1    | ■信濃鐵道線 | 上行   | 小諸、輕井澤方向 |
| 2    | ■信濃鐵道線 | 下行   | 長野方向         |

### 貨物起卸·專用線
在JR貨物車站中，設有來自專用線的車載貨物進行起卸。
在車站南邊設有ENEOS北信油庫。從此站設有專用線連接油庫，並運送石油前往該處。在運送石油的貨運列車中，每日設有2往返班次，行走於此站與根岸站之間。當中1往返班次為高速貨物列車，另1往返班次為專用貨物列車。

## 使用狀況

### 旅客
以下為近年乘車人次變化：
| 乘車人次變化 | 乘車人次變化     | 乘車人次變化 |
| 年度         | 1日平均 乘車人次 |              |
| ------------ | ---------------- | ------------ |
| 2002         | 1,119            |              |
| 2003         | 1,061            |              |
| 2004         | 1,059            |              |
| 2005         | 1,043            |              |
| 2006         | 1,043            |              |
| 2007         | 1,008            |              |
| 2008         | 976              |              |
| 2009         | 983              |              |
| 2010         | 993              |              |
| 2011         | 990              |              |
| 2012         | 960              |              |
| 2013         | 964              |              |
| 2014         | 894              |              |
| 2015         | 881              |              |
| 2016         | 846              |              |
| 2017         | 838              |              |

### 貨物
以下為於此站起卸的貨運量。
- 2001年度 - 裝載 39,012公噸，卸載 410,945公噸
- 2002年度 - 裝載 41,508公噸，卸載 441,610公噸
- 2003年度 - 裝載 41,712公噸，卸載 443,850公噸
- 2004年度 - 裝載 45,200公噸，卸載 474,731公噸
- 2005年度 - 裝載 41,028公噸，卸載 435,908公噸
- 2006年度 - 裝載 37,784公噸，卸載 403,988公噸
- 2007年度 - 裝載 37,056公噸，卸載 397,342公噸
- 2008年度 - 裝載 33,040公噸，卸載 354,824公噸
- 2009年度 - 裝載 32,628公噸，卸載 351,401公噸
- 2010年度 - 裝載 35,500公噸，卸載 380,284公噸
- 2011年度 - 裝載 42,092公噸，卸載 452,488公噸
- 2012年度 - 裝載 39,392公噸，卸載 452,488公噸
- 2013年度 - 裝載 43,140公噸，卸載 463,702公噸

## 車站周邊
- ENEOS北信油庫
- 坂城町公所[1]
- 長野縣坂城高等學校（日语：長野県坂城高等学校）[1]
- 國道18號
- 鐵之展示館[1]
- 坂木宿（日语：坂木宿）[1]
- 葛尾城（日语：葛尾城）[1]

## 巴士路線
最近此站的巴士站是坂城站前。停靠的巴士路線包括坂城町循環巴士（委托信州觀光巴士運行）。

## 相鄰車站
信濃鐵道
■信濃鐵道線
- 部分特別快速「輕井澤渡假」（只限下行）的停車站，觀光列車「六門」停車站

□快速（部分班次通過）
上田－坂城－戶倉
■普通
科技坂城－坂城－戶倉

## 注腳
1. 1 2 3 4 5 6 7 8 9 10 11 12 13 14 15 16  信濃毎日新聞社出版部. . 信濃毎日新聞社. 2011-07-24: 251. ISBN 9784784071647 （日语）.
2. ↑  《交通年鑑 昭和63年版》交通協力會，1988年3月。
3. 1 2  「坂城町統計書」

## 外部連結
- 坂城站（信濃鐵道） （页面存档备份，存于）（日語）